# Ridderorden in Qatar
Het Emiraat Qatar heeft na het beëindigen van het Britse protectoraat en de onafhankelijkheid in 1971 zeven ridderorden ingesteld.
- De Keten van de Onafhankelijkheid of Qiladat al-Istiqlal 1978
- De Keten van Verdienste (Qiladat al-Istihaqaq) 1978
- De Orde van de Onafhankelijkheid (Wisam a-Istiqlal-i-Daulat al-Qatari) 1978
- De Orde van Verdienste (Wisam al-Istihaqaq-i-Daulat al-Qatari) 1978
- De Orde van Dapperheid (Wisam al-Iqdam)
- De Orde van de Militaire Plicht (Wisam-al-Wajab) 1992
- De Orde voor Trouwe Dienst (Wissam-al-Khidmat) 1992